# Airton
Airton is een civil parish in het bestuurlijke gebied Craven, in het Engelse graafschap North Yorkshire met 227 inwoners.
De Pennine Way, een langeafstandswandelpad van Edale in Derbyshire tot net over de Schotse grens, passeert het dorp.